# 24-та паралель південної широти
24-та паралель південної широти — лінія широти, що лежить на 24 градуси південніше земної екваторіальної площини, за 60 км на південь від тропіка Козорога. Вона проходить через Атлантичний океан, Африку, Індійський океан, Австралазію, Тихий океан та Південну Америку.

## Список географічних об'єктів, що перетинає 24° пд. ш.
Починаючи з Гринвіцького меридіану та рухаючись на схід, 24-та паралель південної широти проходить через:
| Координати                                                   | Країна, територія або море | Примітки                                                                                                   |
| ------------------------------------------------------------ | -------------------------- | --- |
| 24°0′ пд. ш. 0°0′ сх. д. / 24.000° пд. ш. 0.000° сх. д.      | Атлантичний океан          | |
| 24°0′ пд. ш. 14°27′ сх. д. / 24.000° пд. ш. 14.450° сх. д.   | Намібія                    | |
| 24°0′ пд. ш. 20°0′ сх. д. / 24.000° пд. ш. 20.000° сх. д.    | Ботсвана                   | |
| 24°0′ пд. ш. 26°55′ сх. д. / 24.000° пд. ш. 26.917° сх. д.   | ПАР                        | Лімпопо Мпумаланга — приблизно на 13 км                                                                    |
| 24°0′ пд. ш. 31°53′ сх. д. / 24.000° пд. ш. 31.883° сх. д.   | Мозамбік                   | |
| 24°0′ пд. ш. 35°31′ сх. д. / 24.000° пд. ш. 35.517° сх. д.   | Мозамбіцька протока        | |
| 24°0′ пд. ш. 43°39′ сх. д. / 24.000° пд. ш. 43.650° сх. д.   | Мадагаскар                 | Проходить через острів Мадагаскар                                                                          |
| 24°0′ пд. ш. 47°30′ сх. д. / 24.000° пд. ш. 47.500° сх. д.   | Індійський океан           | |
| 24°0′ пд. ш. 113°27′ сх. д. / 24.000° пд. ш. 113.450° сх. д. | Австралія                  | Західна Австралія Північна Територія Квінсленд                                                             |
| 24°0′ пд. ш. 151°41′ сх. д. / 24.000° пд. ш. 151.683° сх. д. | Коралове море              | |
| 24°0′ пд. ш. 166°7′ сх. д. / 24.000° пд. ш. 166.117° сх. д.  | Тихий океан                | Проходить південніше острова Раївавае[en], Французька Полінезія Проходить південніше острова Оено, Піткерн |
| 24°0′ пд. ш. 70°31′ зх. д. / 24.000° пд. ш. 70.517° зх. д.   | Чилі                       | Антофагаста                                                                                                |
| 24°0′ пд. ш. 67°18′ зх. д. / 24.000° пд. ш. 67.300° зх. д.   | Аргентина                  | |
| 24°0′ пд. ш. 60°23′ зх. д. / 24.000° пд. ш. 60.383° зх. д.   | Парагвай                   | |
| 24°0′ пд. ш. 55°15′ зх. д. / 24.000° пд. ш. 55.250° зх. д.   | Бразилія                   | Мату-Гросу-ду-Сул — приблизно на 4 км                                                                      |
| 24°0′ пд. ш. 55°12′ зх. д. / 24.000° пд. ш. 55.200° зх. д.   | Парагвай                   | |
| 24°0′ пд. ш. 54°22′ зх. д. / 24.000° пд. ш. 54.367° зх. д.   | Бразилія                   | Мату-Гросу-ду-Сул Парана Сан-Паулу — проходить південніше Сан-Паулу                                        |
| 24°0′ пд. ш. 46°12′ зх. д. / 24.000° пд. ш. 46.200° зх. д.   | Атлантичний океан          | Проходить південніше острова Сан-Себастьян[en], Бразилія                                                   |